# إعادة المعالج
إعادة المعالج (باليابانية: 回復術士のやり直し 〜即死魔法とスキルコピーの超越ヒール〜) رواية خفيفة يابانية من كتابة روي تسوكيو ورسم شيوكونبو. نشرت في عام 2016 على موقع شوسيتسوكا ني نارو ولاحقاً اشترت حقوق النشر كادوكاوا شوتين عام 2017. اقتبست الرواية إلى مانغا من رسم سوكين هاغا في عام 2017. واقتبست إلى مسلسل أنمي من استديو تي أن كاي عرض في عام 2021.

## الشخصيات
كيارو (ケヤル) كيارغا (ケヤルガ)
أداء صوتي: يويا هوزومي (كيارو/كيارغا)، يوكو هيكاسا (كيارا)
فلير ال غراندي جورال (フレア・アールグランデ・ジオラル) فريا (フレイア)
أداء صوتي: ايانو شيبويا
سيتسونا (セツナ)
أداء صوتي: شيزوكا إيشيغامي
ايفا ريسي (イヴ・リース)
أداء صوتي: ناتسومي تاكاموري